# Чемпионат мира по борьбе 1922
В 1922 году чемпионат мира по греко-римской борьбе прошёл 8-11 марта в Стокгольме (Швеция).

## Общий медальный зачёт
| Место | Страна    | Золото | Серебро | Бронза | Всего |
| ----- | --------- | ------ | ------- | ------ | ----- |
| 1     | Швеция    | 3      | 2       | 0      | 5     |
| 2     | Финляндия | 3      | 0       | 2      | 5     |
| 3     | Норвегия  | 0      | 2       | 1      | 3     |
| 4     | Эстония   | 0      | 1       | 0      | 1     |
| 4     | Венгрия   | 0      | 1       | 0      | 1     |
| 6     | Дания     | 0      | 0       | 3      | 3     |
| Всего | Всего     | 6      | 6       | 6      | 18    |

## Медалисты

### Греко-римская борьба (мужчины)
| Вес           | Золото            | Серебро          | Бронза              |
| ------------- | ----------------- | ---------------- | ------------------- |
| До 58 кг      | Фритьоф Свенссон  | Эдуард Пютсеп    | Каарло Мякинен      |
| До 62 кг      | Каарло Анттила    | Мартин Эгеберг   | Отто Боэсен         |
| До 67,5 кг    | Эдвард Вестерлунд | Эдён Радвань     | Биргер Нильсен      |
| До 75 кг      | Карл Вестергрен   | Эйнар Петерсен   | Франтс Фрисенфельтт |
| До 82,5 кг    | Эдиль Розенквист  | Рудольф Свенссон | Свен Нильсен        |
| Свыше 82,5 кг | Эрнст Нильссон    | Андерс Альгрен   | Тойво Похьяла       |